# Herb Znojma

Herb Znojma przedstawia w niebieskim polu ukoronowaną orlicę morawską, zwróconą w prawo. Herb wywodzi się od herbu władców Moraw, stąd orlica jest w złoto-czerwoną szachownicę (choć jest też wariant herbu z biało-czerwoną szachownicą). Na jej piersiach umieszczono niebieską tarczę ze złotą literą Z. Korona, dziób i szpony zwierzęcia również są koloru złotego.
Najstarszy herb Znojma z orlicą znany jest z pieczęci z 1310 roku. W czasach rządów króla Jerzego z Podiebradów na piersi ptaka pojawiła się litera Z.

Stary herb Znojma